# Mary Hiester Reid
Mary Augusta Hiester Reid (Reading, 10 de abril de 1854 – Toronto, 4 de octubre de 1921) fue una pintora y profesora canadiense-estadounidense. Fue una de las primeras mujeres en ser elegida Asociada de la Royal Canadian Academy of Arts (RCA).

## Trayectoria
Reid estudió pintura en la Pennsylvania Academy of the Fine Arts, donde conoció a su esposo, el artista canadiense George Agnew Reid (1860–1947). Falleció el 4 de octubre de 1921 en Toronto, Canadá.
Durante el siglo XIX y principios del XX, en raras ocasiones las mujeres podían elegir estudiar arte como carrera, y si asistían a la escuela de arte, era común que no les enseñaran los mismos contenidos que a los hombres. Por eso, aunque ambos asistieron a la escuela de arte, Reid solo pudo estudiar los temas tradicionalmente femeninos, haciéndose conocida por sus pinturas florales.
A pesar de eso, Reid se dio a conocer creando piezas que fueron ampliamente admiradas y obteniendo éxito financiero e importantes críticas en la prensa de Toronto. Se convirtió en una de las primeras mujeres en ver incluido su trabajo en la Galería Nacional de Canadá, en contra de las expectativas tradicionalmente asociadas a las mujeres de que debían permanecer en el hogar cuidando a los niños.

## Reconocimientos
Reid exhibió su trabajo en el Palacio de Bellas Artes en la Exposición Mundial Colombina del Mundo de 1893 en Chicago, Illinois. Ese mismo año, fue elegida Asociada de la Real Academia de Artes de Canadá, convirtiéndose en una de las primeras mujeres en hacerlo.
En 1922, tras su fallecimiento, se celebró una exposición retrospectiva del trabajo de Reid en la Galería de Arte de Toronto que incluyó más de 300 de sus obras. Fue la primera mujer de la que se hizo una retrospectiva póstuma en solitario en esa institución desde su fundación en el año 1900.

## Obra

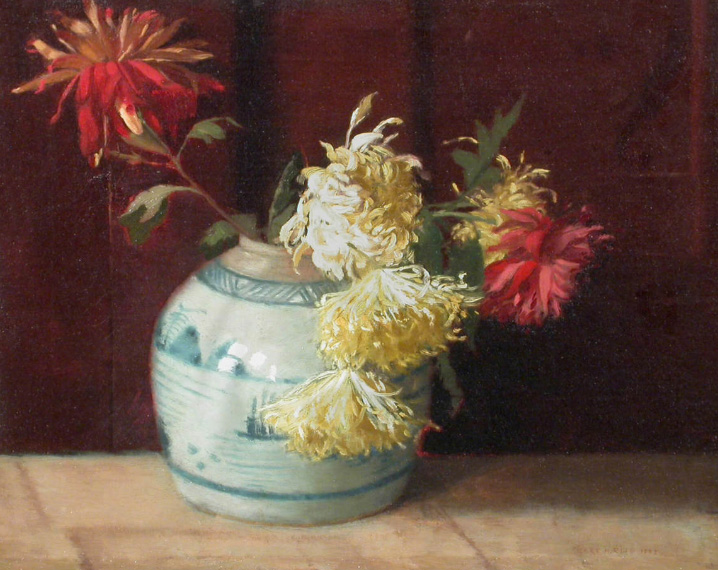
Mary Hiester Reid Crisantemos en un jarrón azul y blanco Qing, 1892
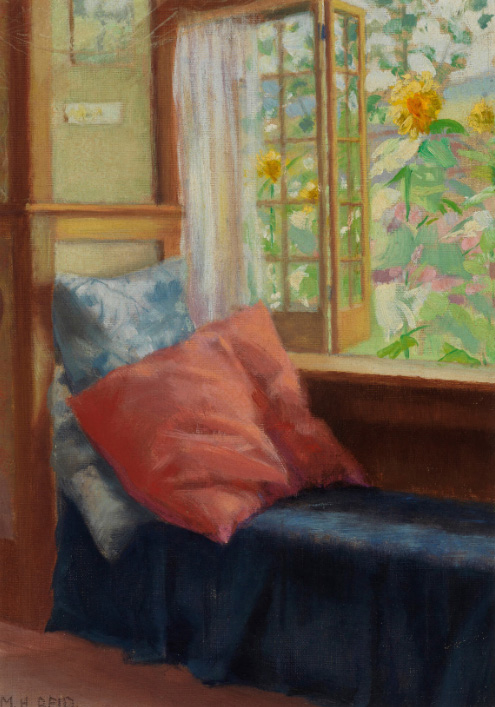
Mary Hiester Reid Interior con vista al jardín, nd
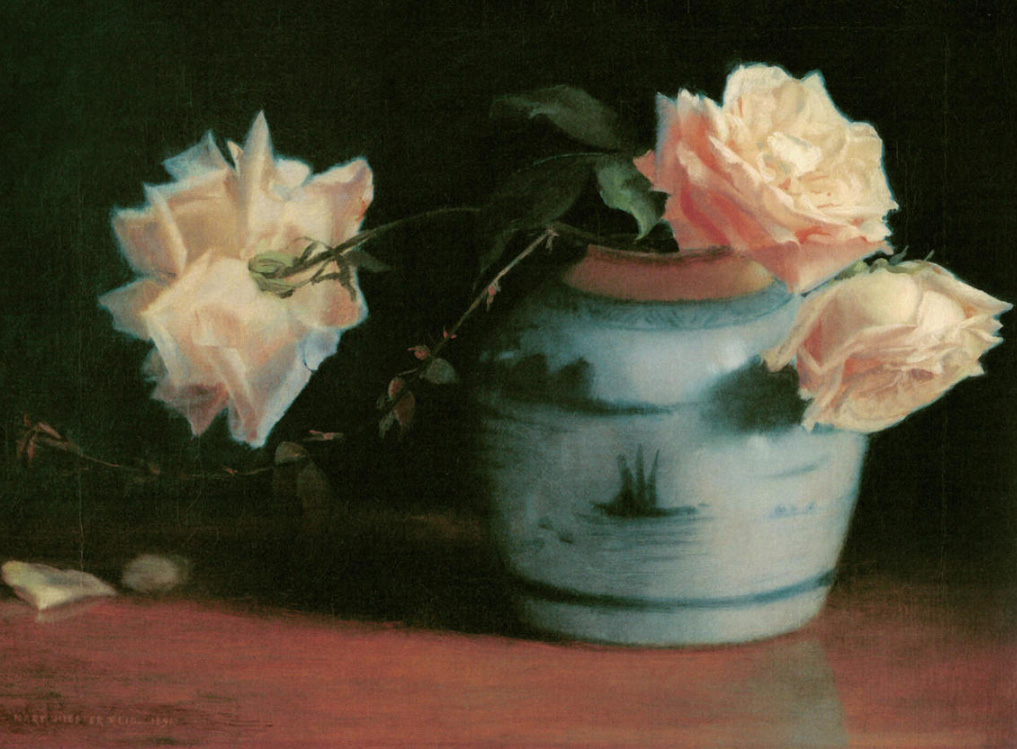
Mary Hiester Reid Rosas en un jarrón 1891